# Demeanivka, Simferopol
Demeanivka (în ucraineană Дем'янівка) este un sat în comuna Pojarske din raionul Simferopol, Republica Autonomă Crimeea, Ucraina.

## Demografie
Componența lingvistică a localității Demeanivka
     Rusă (52,38%)
     Tătară crimeeană (31,75%)
     Ucraineană (14,06%)
     Alte limbi (0,68%)
Conform recensământului din 2001, majoritatea populației localității Demeanivka era vorbitoare de rusă (52,38%), existând în minoritate și vorbitori de tătară crimeeană (31,75%) și ucraineană (14,06%).